# Đội tuyển bóng đá quốc gia Liberia
Đội tuyển bóng đá quốc gia Liberia (tiếng Anh: Liberia national football team) là đội tuyển cấp quốc gia của Liberia do Hiệp hội bóng đá Liberia quản lý.
Trận thi đấu quốc tế đầu tiên của đội tuyển Liberia là trận gặp đội tuyển Tchad vào năm 1963. Đội đã 2 lần tham dự cúp bóng đá châu Phi vào các năm 1996 và 2002, tuy nhiên đều không vượt qua được vòng bảng.

## Danh hiệu
- Vô địch WAFU Cup: 0

Á quân: 2011

## Thành tích tại giải vô địch thế giới
- 1930 đến 1962 - Không tham dự
- 1966 - Bỏ cuộc
- 1970 đến 1978 - Không tham dự
- 1982 đến 1990 - Không vượt qua vòng loại
- 1994 - Bỏ cuộc khi tham dự vòng loại
- 1998 đến 2022 - Không vượt qua vòng loại

## Cúp bóng đá châu Phi
Liberia đã 2 lần tham dự vòng chung kết Cúp bóng đá châu Phi, tuy nhiên đều không vượt qua được vòng bảng.
| Cúp bóng đá châu Phi | Cúp bóng đá châu Phi | Cúp bóng đá châu Phi | Cúp bóng đá châu Phi | Cúp bóng đá châu Phi | Cúp bóng đá châu Phi | Cúp bóng đá châu Phi | Cúp bóng đá châu Phi | Cúp bóng đá châu Phi | Cúp bóng đá châu Phi |
| Vòng chung kết: 2    | Vòng chung kết: 2    | Vòng chung kết: 2    | Vòng chung kết: 2    | Vòng chung kết: 2    | Vòng chung kết: 2    | Vòng chung kết: 2    | Vòng chung kết: 2    | Vòng chung kết: 2    | Vòng chung kết: 2    |
| Năm                  | Thành tích           | Thứ hạng1            | Số trận              | Thắng                | Hòa2                 | Thua                 | Bàn thắng            | Bàn thua             |                      |
| -------------------- | -------------------- | -------------------- | -------------------- | -------------------- | -------------------- | -------------------- | -------------------- | -------------------- | -------------------- |
| 1957 đến 1965        | Không tham dự        | Không tham dự        | Không tham dự        | Không tham dự        | Không tham dự        | Không tham dự        | Không tham dự        | Không tham dự        |                      |
| 1968                 | Vòng loại            | Vòng loại            | Vòng loại            | Vòng loại            | Vòng loại            | Vòng loại            | Vòng loại            | Vòng loại            |                      |
| 1970 đến 1974        | Không tham dự        | Không tham dự        | Không tham dự        | Không tham dự        | Không tham dự        | Không tham dự        | Không tham dự        | Không tham dự        |                      |
| 1976                 | Vòng loại            | Vòng loại            | Vòng loại            | Vòng loại            | Vòng loại            | Vòng loại            | Vòng loại            | Vòng loại            |                      |
| 1978 đến 1980        | Không tham dự        | Không tham dự        | Không tham dự        | Không tham dự        | Không tham dự        | Không tham dự        | Không tham dự        | Không tham dự        |                      |
| 1982                 | Vòng loại            | Vòng loại            | Vòng loại            | Vòng loại            | Vòng loại            | Vòng loại            | Vòng loại            | Vòng loại            |                      |
| 1984                 | Bỏ cuộc              | Bỏ cuộc              | Bỏ cuộc              | Bỏ cuộc              | Bỏ cuộc              | Bỏ cuộc              | Bỏ cuộc              | Bỏ cuộc              |                      |
| 1986 đến 1990        | Vòng loại            | Vòng loại            | Vòng loại            | Vòng loại            | Vòng loại            | Vòng loại            | Vòng loại            | Vòng loại            |                      |
| 1992                 | Bỏ cuộc              | Bỏ cuộc              | Bỏ cuộc              | Bỏ cuộc              | Bỏ cuộc              | Bỏ cuộc              | Bỏ cuộc              | Bỏ cuộc              |                      |
| 1994                 | Vòng loại            | Vòng loại            | Vòng loại            | Vòng loại            | Vòng loại            | Vòng loại            | Vòng loại            | Vòng loại            |                      |
| 1996                 | Vòng 1               | 10 / 15              | 2                    | 1                    | 0                    | 1                    | 2                    | 3                    |                      |
| 1998 đến 2000        | Vòng loại            | Vòng loại            | Vòng loại            | Vòng loại            | Vòng loại            | Vòng loại            | Vòng loại            | Vòng loại            |                      |
| 2002                 | Vòng 1               | 10 / 16              | 3                    | 0                    | 2                    | 1                    | 3                    | 4                    |                      |
| 2004 đến 2023        | Vòng loại            | Vòng loại            | Vòng loại            | Vòng loại            | Vòng loại            | Vòng loại            | Vòng loại            | Vòng loại            |                      |
| 2025                 | Chưa xác định        | Chưa xác định        | Chưa xác định        | Chưa xác định        | Chưa xác định        | Chưa xác định        | Chưa xác định        | Chưa xác định        |                      |
| 2027                 | Chưa xác định        | Chưa xác định        | Chưa xác định        | Chưa xác định        | Chưa xác định        | Chưa xác định        | Chưa xác định        | Chưa xác định        |                      |
| Tổng cộng            | 2 lần vòng 1         | 2 lần vòng 1         | 5                    | 1                    | 2                    | 2                    | 5                    | 7                    |                      |

- ^1 Thứ hạng ngoài bốn hạng đầu (không chính thức) dựa trên so sánh thành tích giữa những đội tuyển vào cùng vòng đấu
- ^2 Tính cả những trận hoà ở vòng đấu loại trực tiếp phải giải quyết bằng sút luân lưu
- ^3 Do đặc thù châu Phi, có những lúc tình hình chính trị hoặc kinh tế quốc gia bất ổn nên các đội bóng bỏ cuộc. Những trường hợp không ghi chú thêm là bỏ cuộc ở vòng loại

## Đội hình
Đội hình dưới đây được triệu tập tham dự vòng loại World Cup 2022 gặp Nigeria và Trung Phi vào tháng 11 năm 2021.
Số liệu thống kê tính đến ngày 16 tháng 11 năm 2021.

| Số | VT | Cầu thủ          | Ngày sinh (tuổi)  | Trận | Bàn | Câu lạc bộ              |
| -- | -- | ---------------- | ----------------- | ---- | --- | ----------------------- |
| 1  | TM | Morlik Keita     | 3 tháng 9, 1994   | 1    | 0   | Mighty Barolle          |
| 16 | TM | Tommy Songo      | 20 tháng 4, 1995  | 13   | 0   | LISCR                   |
| 23 | TM | Ashley Williams  | 30 tháng 10, 2000 | 13   | 0   | Linense                 |
|    |    |                  |                   |      |     |                         |
| 3  | HV | Teah Dennis Jr.  | 7 tháng 5, 1992   | 38   | 1   | Monrovia Club Breweries |
| 4  | HV | Alvin Maccornell | 13 tháng 1, 1993  | 17   | 0   | LPRC Oilers             |
| 5  | HV | Jeremy Saygbe    | 1 tháng 6, 2001   | 9    | 0   | Linense                 |
| 7  | HV | Brem Soumaoro    | 8 tháng 7, 1996   | 3    | 0   | PAEEK                   |
| 12 | HV | Prince Balde     | 23 tháng 3, 1998  | 6    | 0   | Drita                   |
| 13 | HV | Carlos Williams  | 26 tháng 6, 1990  | 1    | 0   | Watanga FC              |
| 24 | HV | Sampson Dweh     | 10 tháng 10, 2001 | 5    | 0   | LPRC Oilers             |
|    |    |                  |                   |      |     |                         |
| 2  | TV | Marcus Macauley  | 27 tháng 10, 1991 | 16   | 4   | Sahab                   |
| 6  | TV | Allen Njie       | 26 tháng 7, 1999  | 16   | 0   | Aarau                   |
| 19 | TV | Oscar Dorley     | 19 tháng 7, 1998  | 24   | 2   | Slavia Prague           |
| 22 | TV | Seth Hellberg    | 19 tháng 8, 1995  | 3    | 0   | IK Brage                |
|    |    |                  |                   |      |     |                         |
| 8  | TĐ | Abu Kamara       | 1 tháng 4, 1997   | 2    | 0   | Makedonija              |
| 9  | TĐ | Kpah Sherman     | 3 tháng 2, 1992   | 13   | 2   | Kedah                   |
| 11 | TĐ | Ayouba Kosiah    | 22 tháng 7, 2001  | 3    | 0   | NAC Breda               |
| 18 | TĐ | Moussa Sanoh     | 20 tháng 7, 1995  | 1    | 0   | Mioveni                 |
| 20 | TĐ | Van-Dave Harmon  | 22 tháng 9, 1995  | 6    | 1   | Laçi                    |
| 21 | TĐ | Terrence Tisdell | 16 tháng 3, 1998  | 11   | 1   | Kocaelispor             |

### Từng được triệu tập
| Vt | Cầu thủ               | Ngày sinh (tuổi)  | Số trận | Bt | Câu lạc bộ     | Lần cuối triệu tập                     |
| -- | --------------------- | ----------------- | ------- | -- | -------------- | -------------------------------------- |
| TM | Morlik Keita COVID-19 |                   | 0       | 0  | Mighty Barolle | v. Mauritanie, 11 tháng 6 năm 2021     |
|    |                       |                   |         |    |                |                                        |
| HV | Prince Balde COVID-19 | 23 tháng 3, 1998  | 2       | 0  | Feronikeli     | v. Mauritanie, 11 tháng 6 năm 2021     |
|    |                       |                   |         |    |                |                                        |
| TV | David Tweh            | 25 tháng 12, 1998 | 3       | 0  | Rukh Brest     | v. Mauritanie, 11 tháng 6 năm 2021 WIT |